# ヒュエル・シェーベリ
ヒュエル・シェーベリ（Kjell Allan Sjöberg、1937年5月11日 - 2013年9月10日）は、スウェーデン、ヴェステルノールランド県エルンシェルツビクSjälevad出身のスキージャンプ選手。

## プロフィール
1960年スコーバレーオリンピックに出場したが転倒もあって最下位（45位）に終わった。
1960-1961シーズンのジャンプ週間では初戦のオーベルストドルフで2位となり総合6位と好成績を残した。翌1961-1962シーズンのジャンプ週間は総合29位と振るわなかったがスウェーデン選手権で初優勝した。
1964年のインスブルックオリンピックでは70m級33位だったが90m級では5位入賞を果たした。
1966年のスウェーデン選手権で2度目の優勝、続く世界選手権の90m級で銅メダルを獲得、70m級でも6位に入賞した。
1967年2月10日にオーベルストドルフのハイニ＝クロッファーシャンツェで行われたフライングの試合で148mを飛び、ラーシュ・グリニが持つ147mの世界記録（当時）を更新した。
1968年のグルノーブルオリンピックにも出場したが90m級53位と振るわず、この年限りで引退した。